# Kevin Fertig
Kevin Matthew Fertig (17 de enero de 1977) es un luchador profesional estadounidense, más conocido como Kevin Thorn, Mordecai o Seven, que trabajó para la World Wrestling Entertainment en sus marcas ECW y SmackDown!.

## Carrera
Fertig luchó como Seven en la Memphis Championship Wrestling y otras marcas independientes, ganando el MCW Southern Heavyweight Championship el 7 de julio de 2001.

### World Wrestling Entertainment (2002-2005)

#### Ohio Valley Wrestling (2002-2004)
En abril de 2002, Fertig firmó un contrato con la World Wrestling Entertainment y fue asignado a su territorio de desarrollo la Ohio Valley Wrestling y ganó el Campeonato Sureño en Parejas de la OVW en marzo de 2003. Pero un mes después tuvo que dejar el título por la lesión de su compañero Travis Bane.

#### 2004-2005
A finales de abril de 2004, Fertig fue llamado al roster principal, luchando en la marca SmackDown!, emitiéndose una serie de videos que anunciaban su llegada con su nuevo gimmick, Mordecai, un Zealote religioso-. Durante sus promos decía que Dios le había elegido a él, llevando el pelo rubio como signo de su pureza. Luchó por primera vez en Judgment Day, derrotando a Scotty 2 Hotty.
En sus siguientes apariciones, Mordecai empezó a decir que crucificaría a todos los impuros y empezó a rezar antes de sus combates. Luego empezó a arremeter verbalmente contra el Campeón de la WWE Eddie Guerrero, pero ante el riesgo de subirle al Main Event, la WWE decidió mandarle de vuelta a la OVW. Fertig volvió a la OVW, luchando bajo una máscara bajo el nombre de Vengeance antes de volver a usar el nombre de Seven. Fue despedido poco después ese mismo año de la WWE.

### Circuito Independiente (2005 - 2006)
Continuó usando el nombre de Mordecai mientras trabajaba en la Memphis Wrestling, donde ganó el Campeonato Sureño de la Memphis Wrestling en marzo de 2005.

### World Wrestling Entertainment (2006-2009)

#### 2006-2007

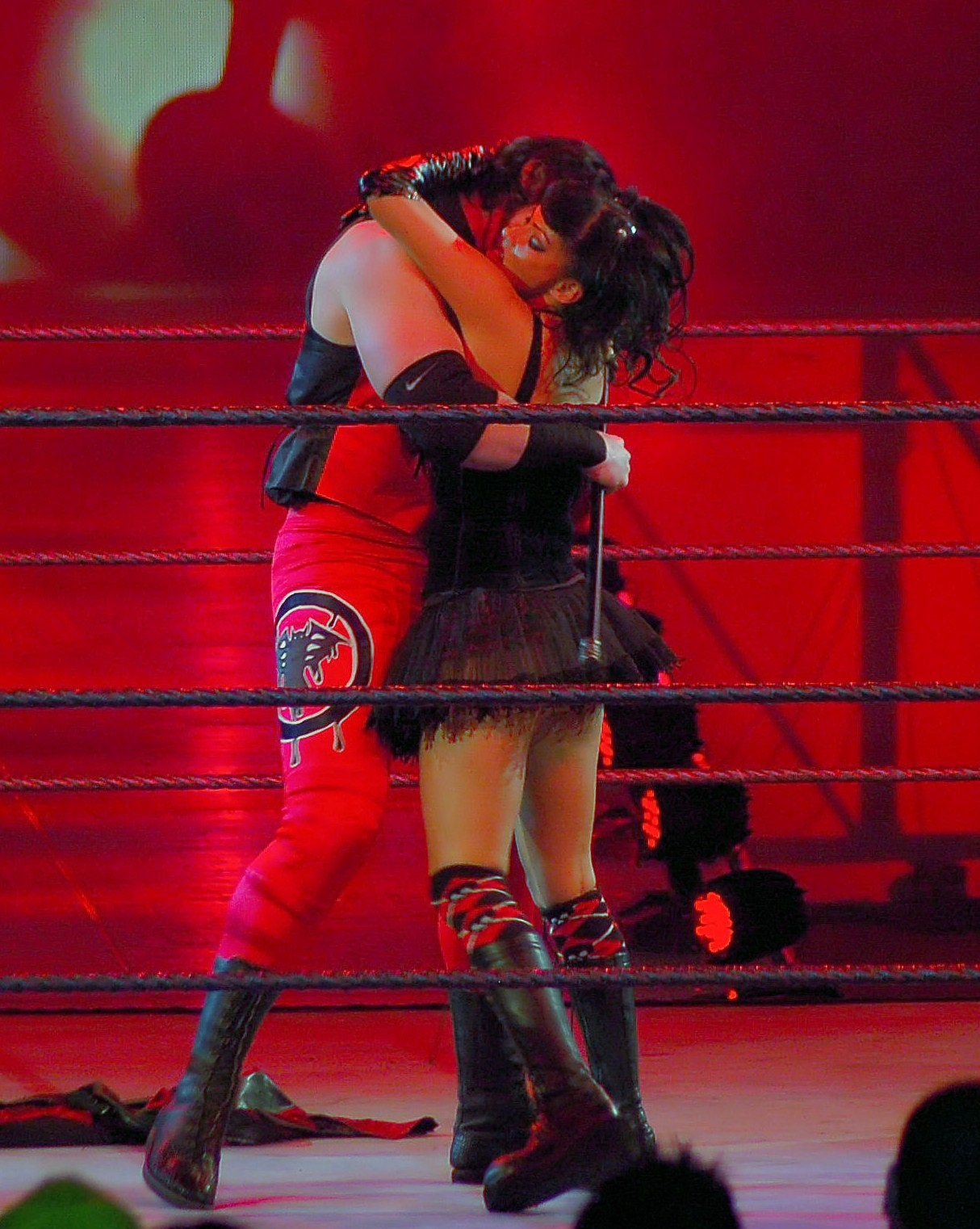
Thorn con Ariel en December to Dismember.

En 2006, Fertig volvió a la WWE, luchando en la marca ECW bajo el personaje de un vampiro. Originalmente, las ideas era que formara un equipo de vampiros con Gangrel y Ariel; pero Gangrel fue despedido por problemas personales, por lo que Fertig mantuvo su personaje y empezó a aparecer en vídeos con Ariel, una lectora de tarot que podía predecir el futuro de la ECW.
Fertig debutó en televisión el 25 de julio, derrotando a Little Guido Maritato. Durante su debut, Ariel se instaló como su mánager. La semana siguiente Ariel reveló que su nombre era Kevin Thorn.
En septiembre, Thorn empezó un feudo con Balls Mahoney, durante el cual, debido a las ayudas de Ariel en las luchas de Thorn, Mahoney empezó a ser ayudado por Francine para equilibrarlo. Ambos equipos se enfrentaron durante dos semanas hasta que Francine fue despedida de la WWE. Tras esto, Ariel y Thorn empezaron un feudo con Kelly Kelly y Mike Knox, enfrentándose en December to Dismember, donde Thorn y Ariel derrotaron a Kelly y Knox después de que Knox se fuera y dejara sola a Kelly. Tras la lucha, The Sandman le atacó, empezando un feudo con él que le llevaría a formar u nequipo conocido como the New Breed, luchando contra los ECW Originals.

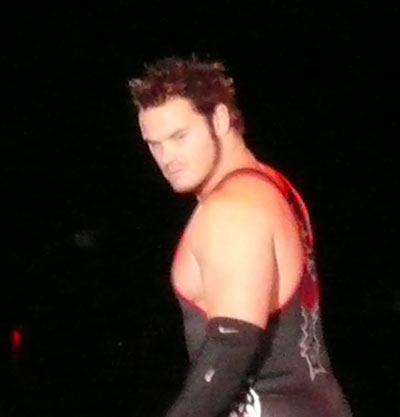
Kevin Thorn con su nueva ropa y corte de pelo.

The New Breed (Elijah Burke, Matt Striker, Kevin Thorn y Marcus Cor Von) fue derrotada en WrestleMania 23 por los ECW Originals (Tommy Dreamer, Sabu, The Sandman y Rob Van Dam), pero a la semana siguiente les derrotaron en un Extreme Rules match en ECW on SciFi. Poco después CM Punk se unió a the New Breed después de pedírselo varias veces, pero les traicionó dos semanas después de unirse al atacar al líder de the New Breed Elijah Burke. El 1 de mayo, Thorn dejó the New Breed después de una interferencia durante su lucha contra Punk.
El 18 de mayo de 2007 Ariel fue despedida de la WWE. La siguiente semana, Thorn les dijo a los comentaristas que ahora estaba "volando solo". Tras esto, le dieron un push, derrotando a luchadores como Stevie Richards, Balls Mahoney, Nunzio y Tommy Dreamer. Sin embargo, su racha de victorias terminó el 3 de julio al ser derrotado por CM Punk. Entonces empezó un feudo con Stevie Richards, donde Thorn fue derrotado tres veces seguidas. El 18 de septiembre se enfrentó a Elijah Burke, Dreamer y Richards en un "Elimination Chase" para enfrentarse al Campeón de la ECW CM Punk en No Mercy. En la primera semana, Thorn se alzó con la victoria en un "Fatal Four-Way" al eliminar a Richards, pero fue eliminado la semana siguiente en un "triple threat match". El 20 de noviembre de 2007, Thorn debutó con un nuevo look y corte de pelo, derrotando a Nunzio.

#### 2008 - 2009
Poco después, fue enviado de nuevo a los territorios de desarrollo de la WWE, la Ohio Valley Wrestling (OVW) y la Florida Championship Wrestling (FCW), apareciendo mientras tanto en los house shows y dark matches de la empresa. En la OVW, luchó bajo su nombre verdadero y dejó de usar el personaje de vampiro. Después de que la OVW dejara de ser el territorio de desarrollo de la WWE, fue trasladado a la FCW. Allí, expresó su descontento con su "gimmick más realista". El 9 de enero de 2009 fue despedido de la WWE.

### Circuito independiente (2009-presente)
En abril de 2009, Fertig empezó a usar su personaje de Kevin Thorn en varias empresas independientes como la 1PW y la DPW. El 1 de septiembre de 2009, Thorn luchó en el dark match de una grabación de Impact!, luchando bajo el nombre de Seven ante Kip James. Thorn además luchó en RXW, donde enfrentó al campeón de la RXW, Panama Jack Daniels. También luchó en la Frontier Elite Wrestling como Kevin Thorn, ganando el Campeonato Peso Pesado de la FEW.

## Vida personal
Kevin está casado y tiene un hijo varón Actualmente vive en Tampa, Florida. Es amigo íntimo de Jeff y Matt Hardy.

## En lucha
- Movimientos finales

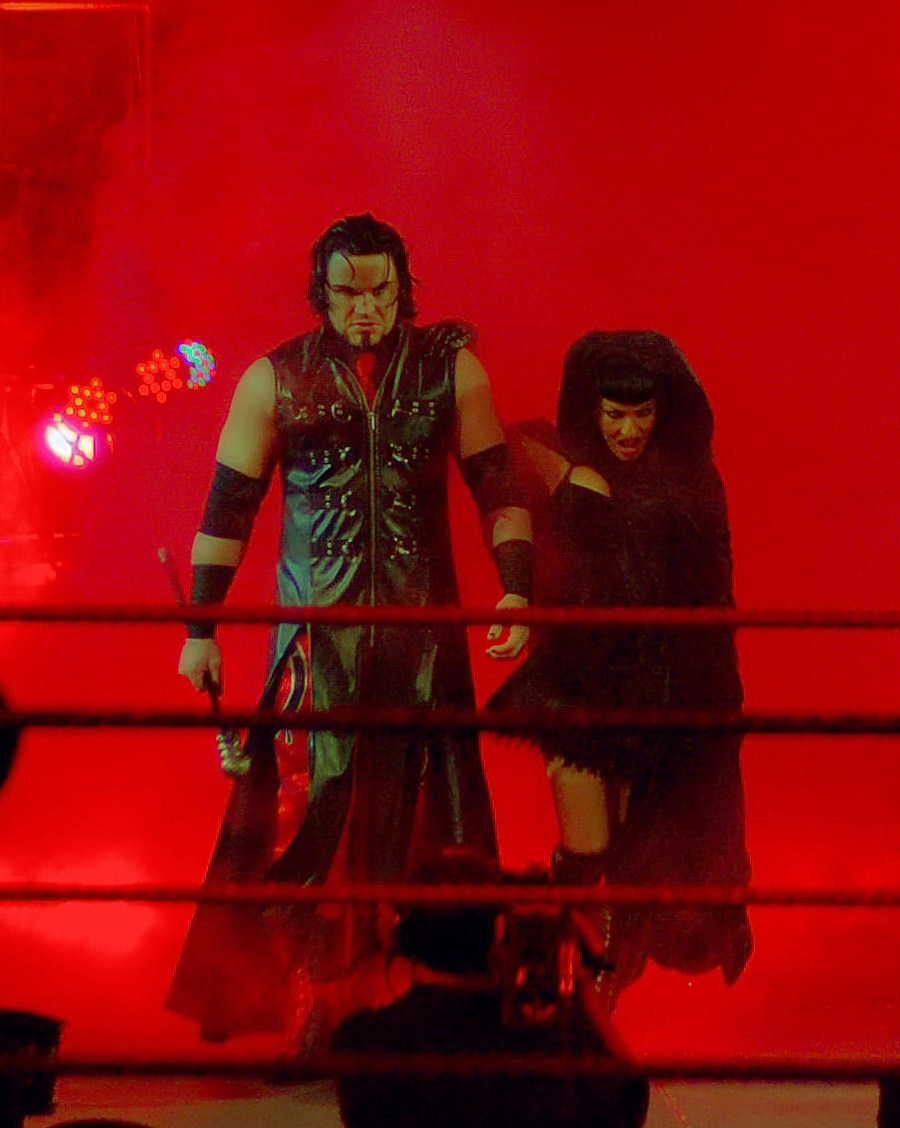
Kevin Thorn y Ariel.

- The Crucifix (Crucifix powerbomb)
- Dark Kiss/Original Sin (Rope hung stunner)
- Sitout side slam spinebuster

- Movimientos de firma

- Sitout side slam spinebuster
- Backbreaker drop
- Big boot
- Clothesline
- Flapjack
- Gutbuster drop
- Inverted stunner
- Sleeper hold
- Shoulder jawbreaker

- Managers

- Brother Ernest Angel
- Synn
- Ariel

- Apodos

- The Pale Rider
- The Fanged Freak

- Música de entrada
  - "Pale Rider" (como Mordecai) de Jim Johnston (abril del 2004 - julio del 2004)
  - "Mi Destrojero" de Jim Johnston (25 de julio de 2006-presente)

## Campeonatos y logros
- Frontier Elite Wrestling

- FEW Heavyweight Championship (1 vez, actual)

Memphis Championship Wrestling
- MCW Hardcore Championship (1 vez)
- MCW Southern Heavyweight Championship (1 vez)

- Memphis Wrestling

- Memphis Wrestling Southern Heavyweight Championship (1 vez)

- Ohio Valley Wrestling

- OVW Southern Tag Team Championship (1 vez) - con Travis Bane

- Pro Wrestling Illustrated
  - Situado en el N°88 en los PWI 500 de 2004[34]
  - Situado en el N°148 en los PWI 500 de 2005[35]
  - Situado en el N°94 en los PWI 500 de 2007[36]
  - Situado en el Nº316' en los PWI 500 de 2008[37]
- Wrestling Observer Newsletter

- WON Peor Gimmick - 2004